# Sacro Monte di Varese

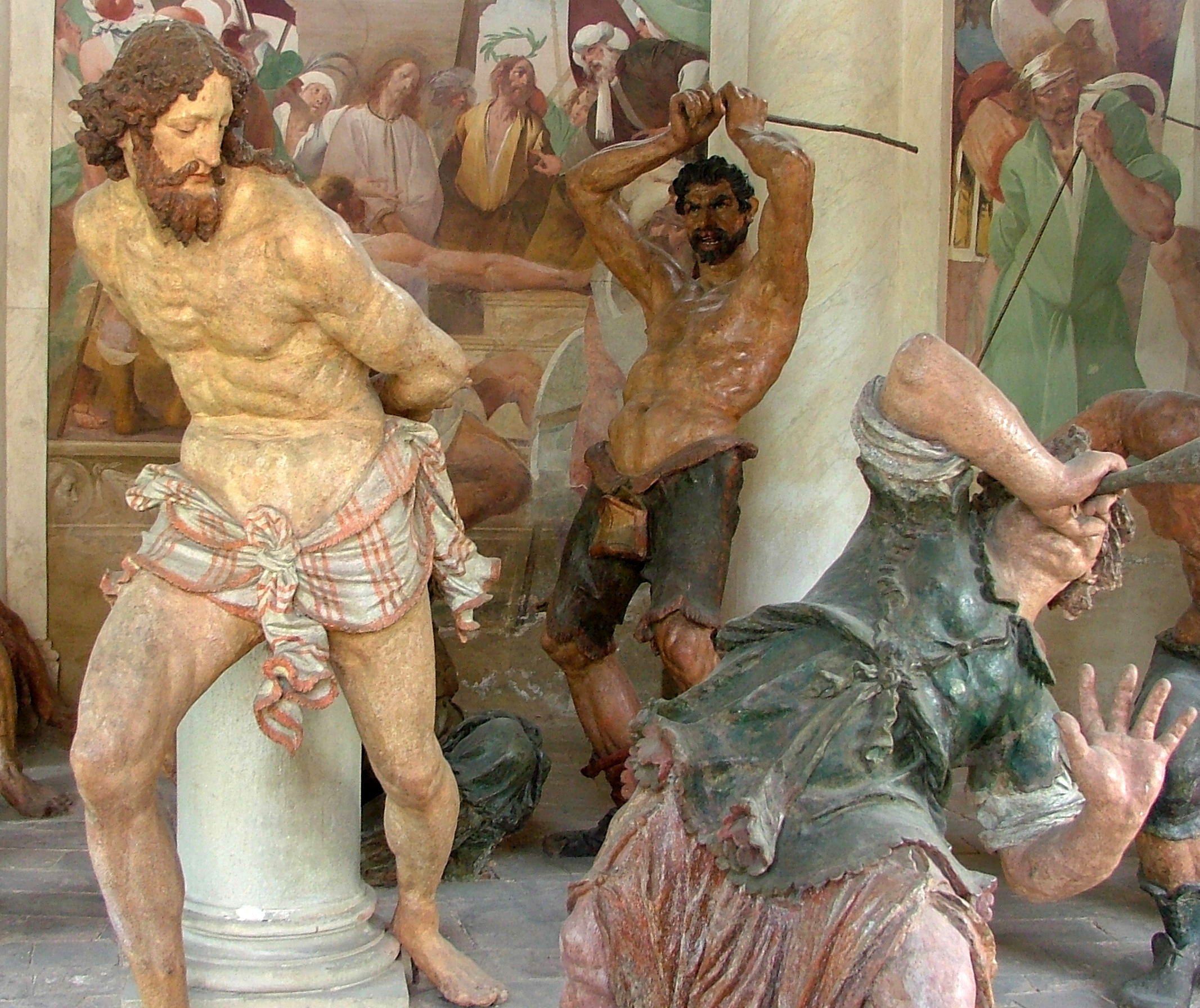
Die Geißelung Christi, lebensgroße Figuren im Innern einer Kapelle

Der Sacro Monte di Varese gehört zur Gruppe der Sacri Monti. Er liegt an einem steilen Bergrücken, der oberhalb des Lago di Varese gegen Norden ansteigt. 1571 fand vor Griechenland die bedeutende Seeschlacht von Lepanto statt. Den siegreichen Ausgang schrieb man nicht zuletzt den Fürbitten der Gottesmutter zu. Deshalb sind die Rosenkranzgeheimnisse Hauptthema des heiligen Berges von Varese.
Der Sacro Monte di Varese wurde über einer mittelalterlichen Kultstätte, die dann Sitz eines Nonnenklosters und einer der Jungfrau Maria gewidmeten Wallfahrtskirche war, auf Initiative des Kapuziners Giovanni Battista Aguggiari aus Monza 1604 gegründet.

## Kapellen
Eine breite, großzügig angelegte Straße aus Kopfsteinpflaster, von Mauern eingesäumt, wurde eigens gebaut. In vielen Windungen führt sie hinauf von Kapelle zu Kapelle auf den Gipfel in 883 m ü. M. Drei triumphartige Tore leiten die Pilger zu den Mysterien. Durch Gittertüren und Fenster kann man einen Blick in die Kapellen werfen. Im Inneren stellen lebensgroße Figuren das Leben Jesu Christi und der Heiligen dar. 
Viele bedeutende Künstler aus der Lombardei schufen die Skulpturen. Alle Kapellen wurden von dem gleichen Architekten entworfen: Giuseppe Bernascone, genannt „Il Mancino“. Er schuf die Kapellen im Palladiostil. Das heißt, bei jeder Kapelle findet man die gleichen Elemente: einen prächtigen von Säulen flankierten Eingang, eine Vorhalle, ein Giebeldreieck nach griechischem Vorbild, einen Zentralraum, einen Treppenaufgang und eine Kuppel. Das alles variiert ständig, sodass keine der vierzehn Kapellen der anderen gleicht. Außerdem spenden an der Heiligen Straße drei Brunnen den Pilgern und den Touristen frisches Wasser. Am 3. Juli 2003 hat die UNESCO den Sacro Monte di Varese zum Weltkulturerbe erklärt.

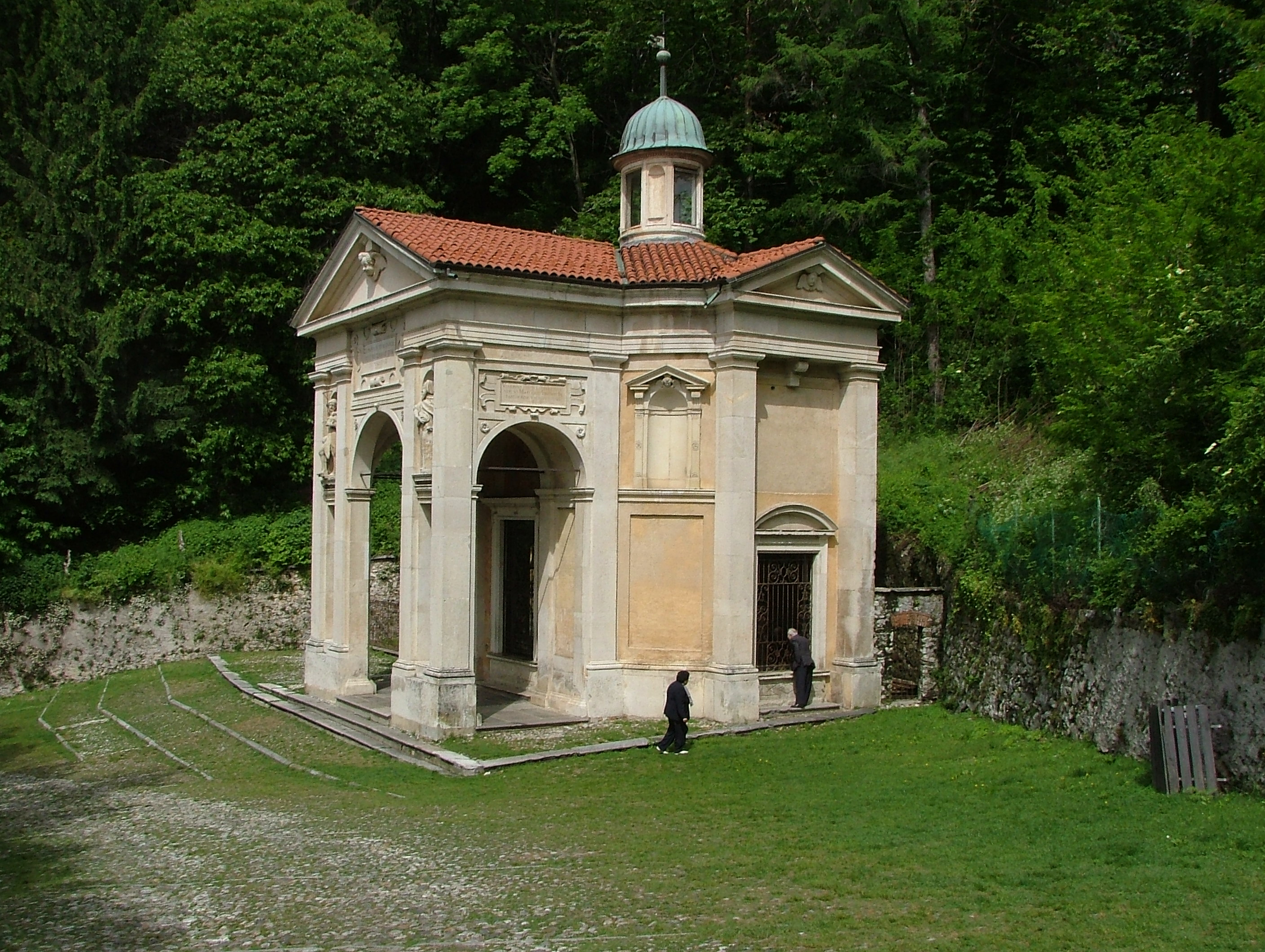
Blick auf eine der Kapellen
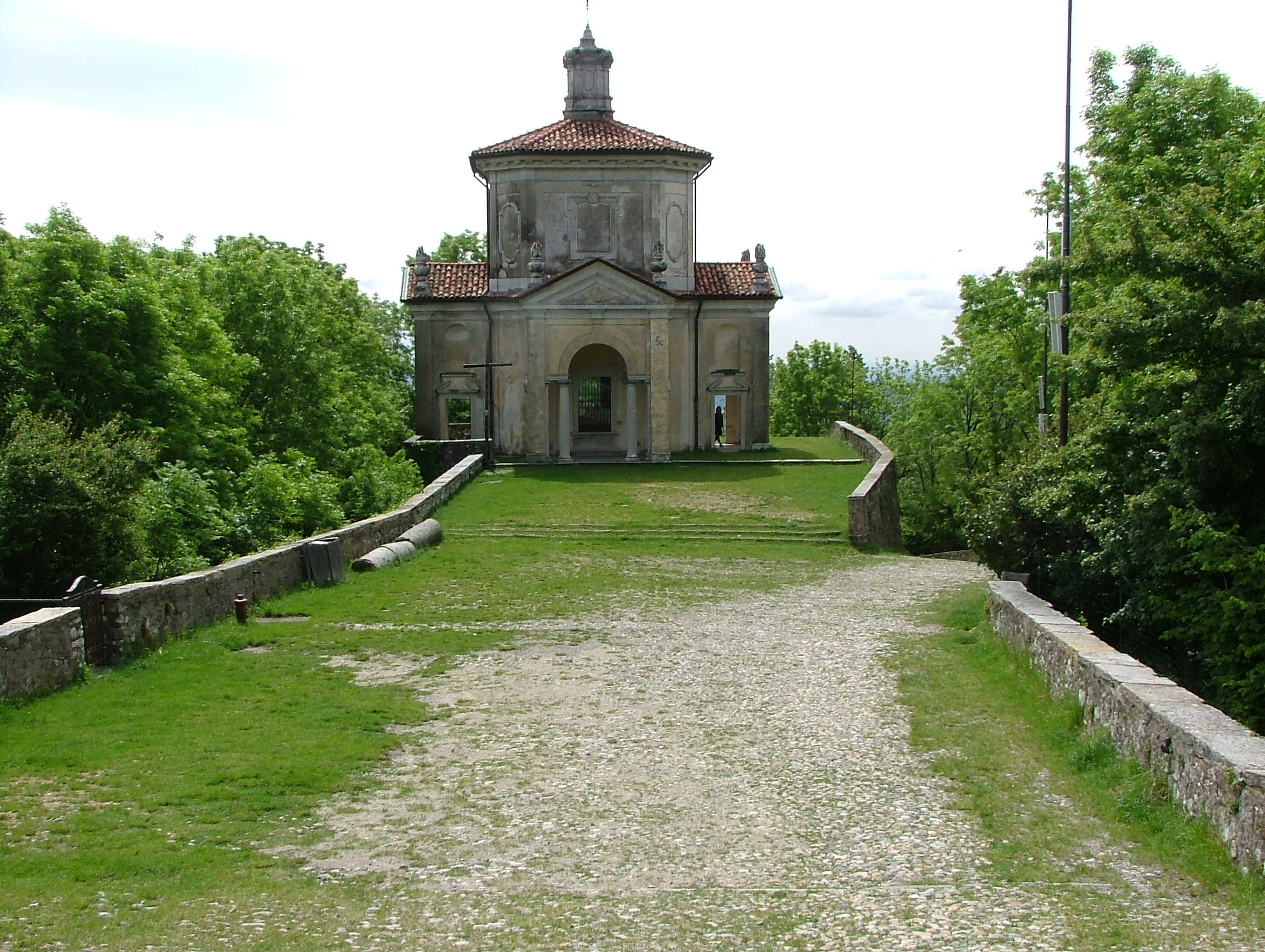
Pilgerstraßen
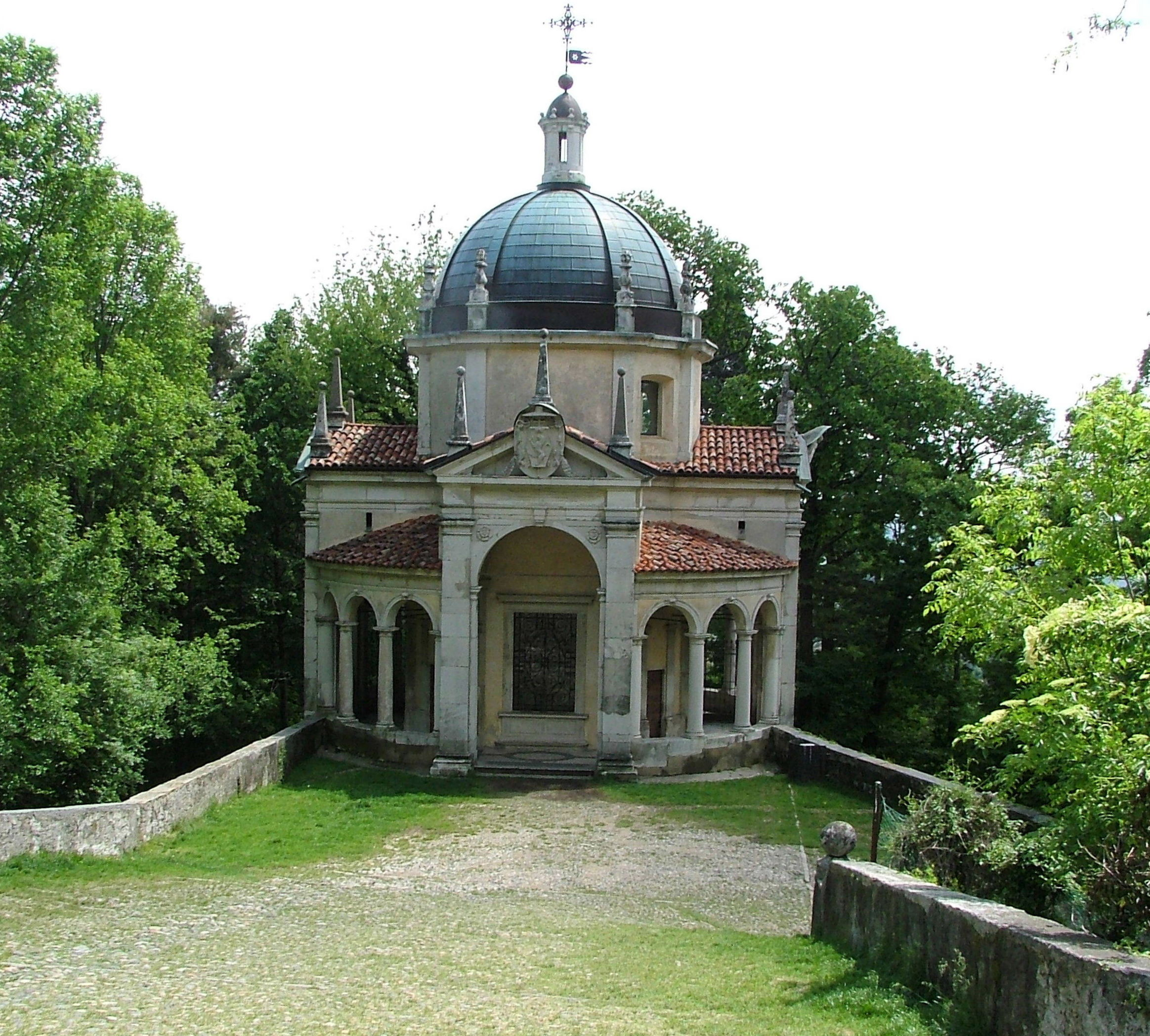
Kapelle Omodeo im Palladiostil
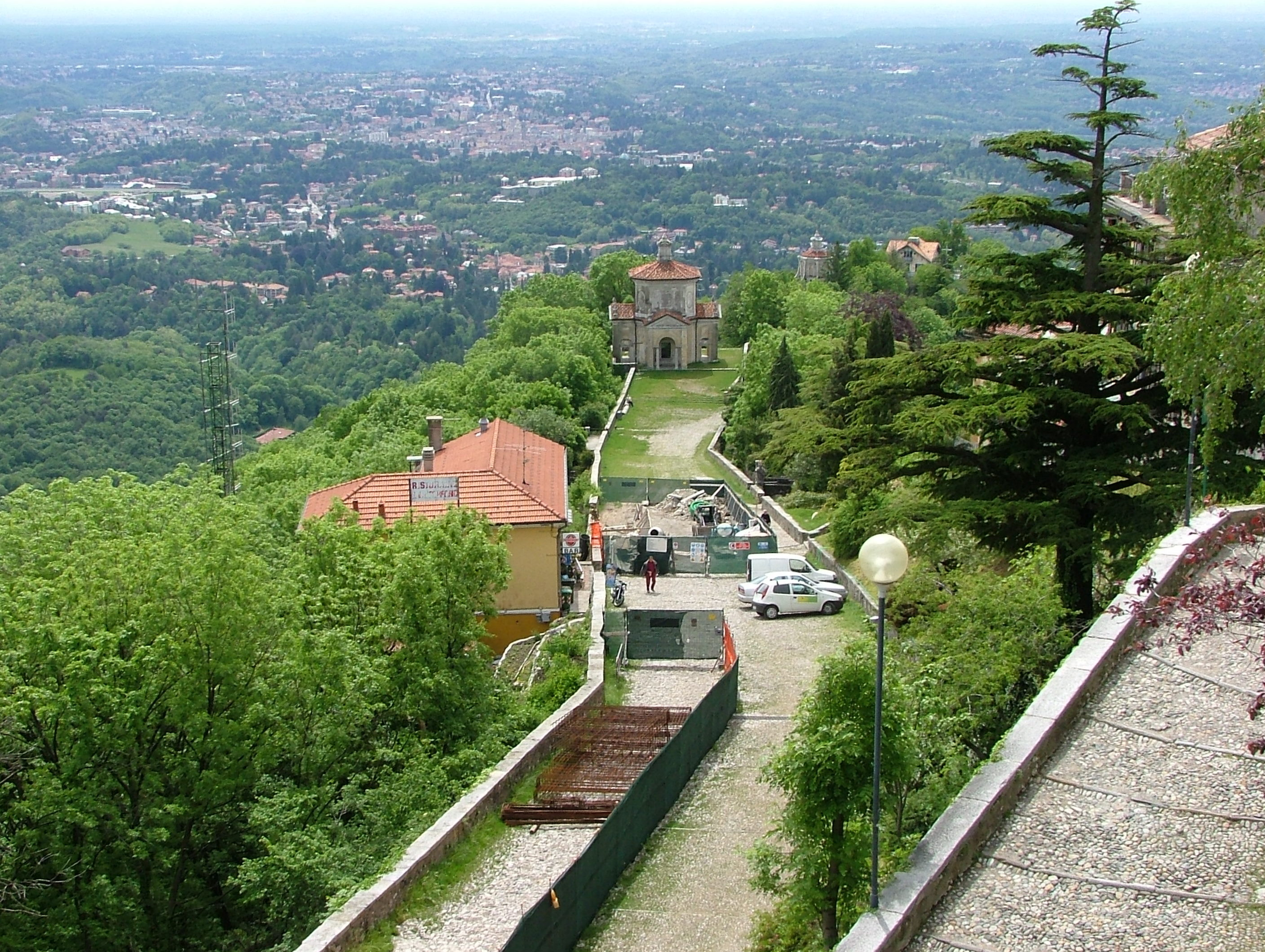
Blick vom Gipfel auf Varese
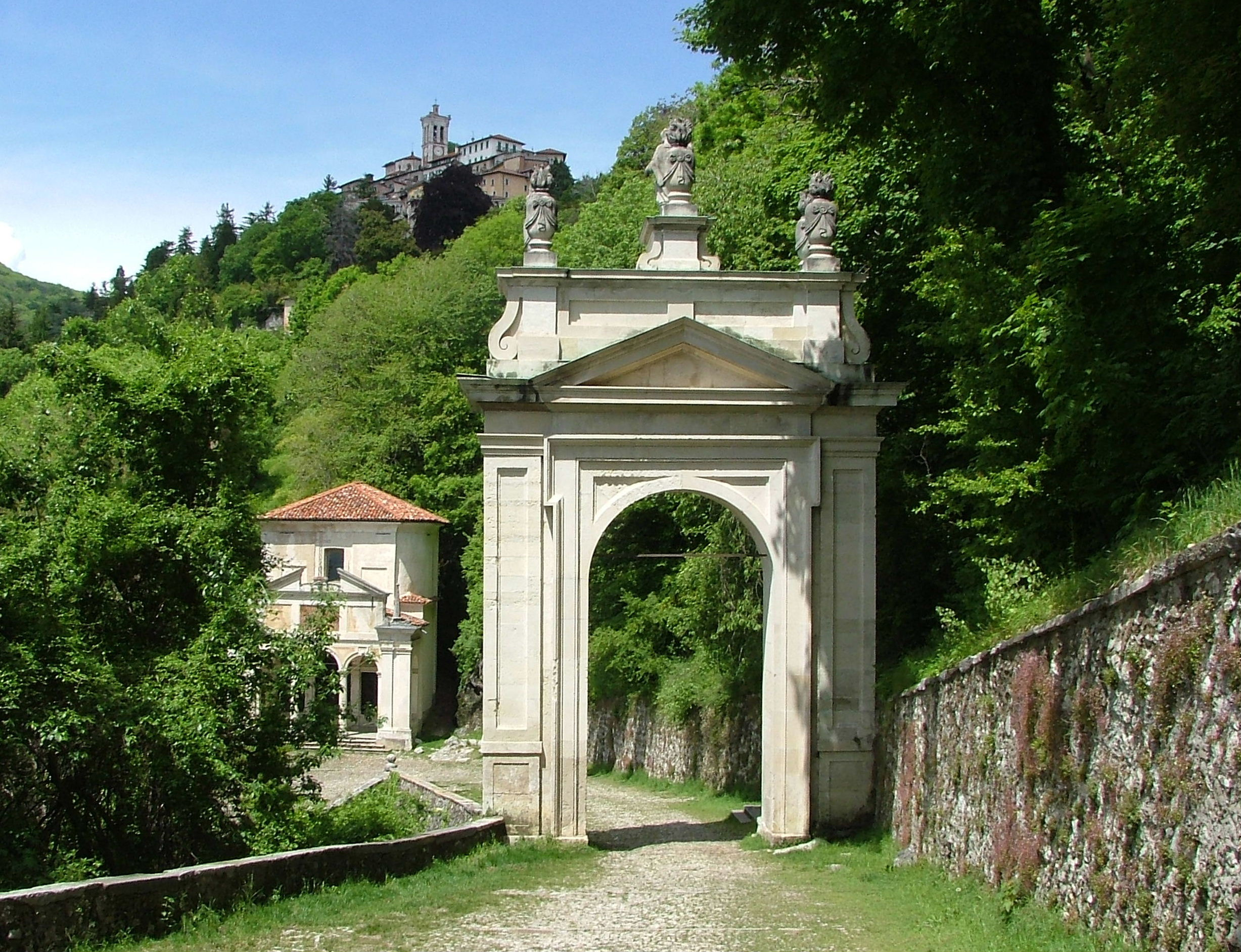
Triumphbögen leiten die Pilger
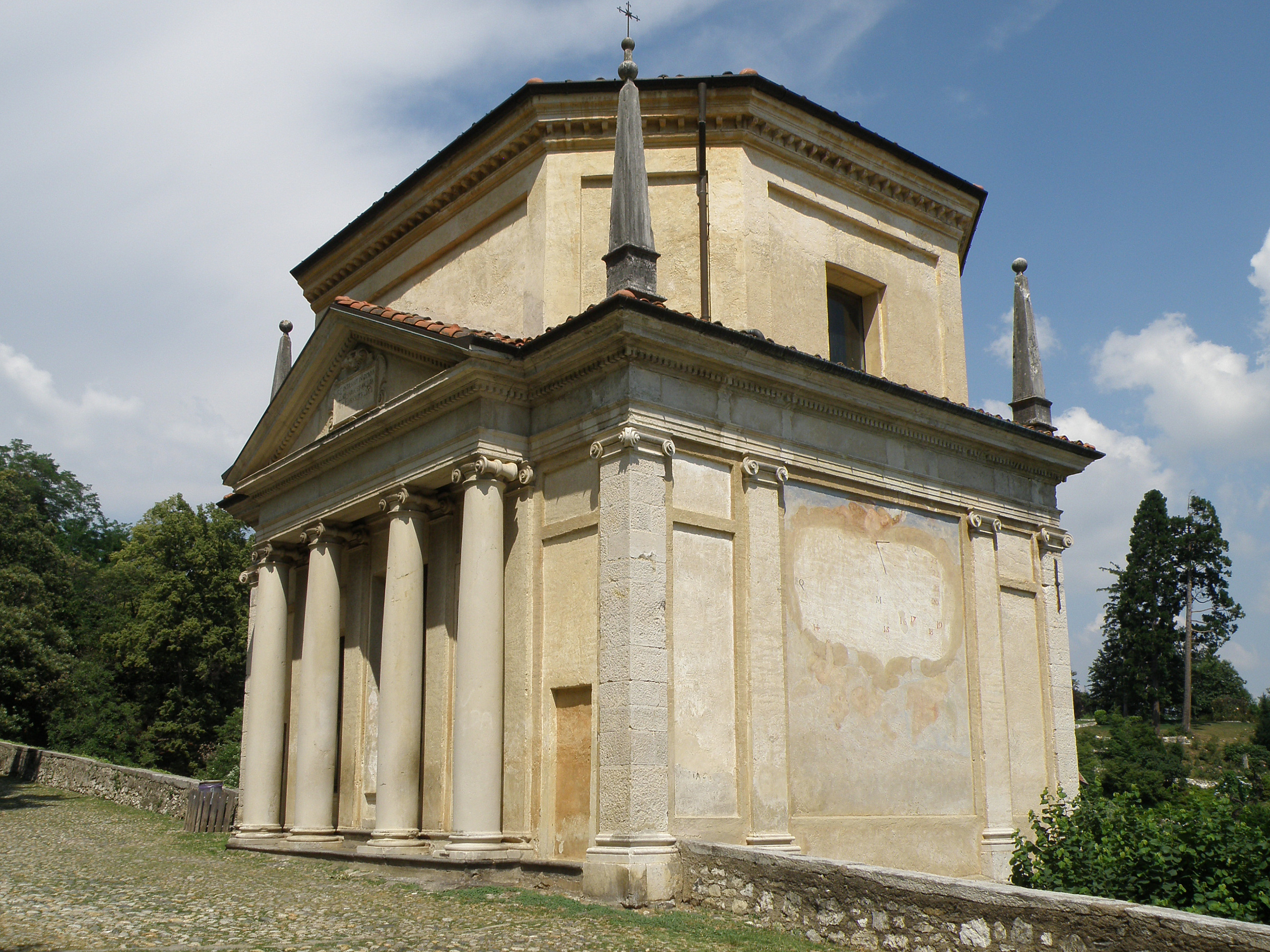
Die zweite Kapelle
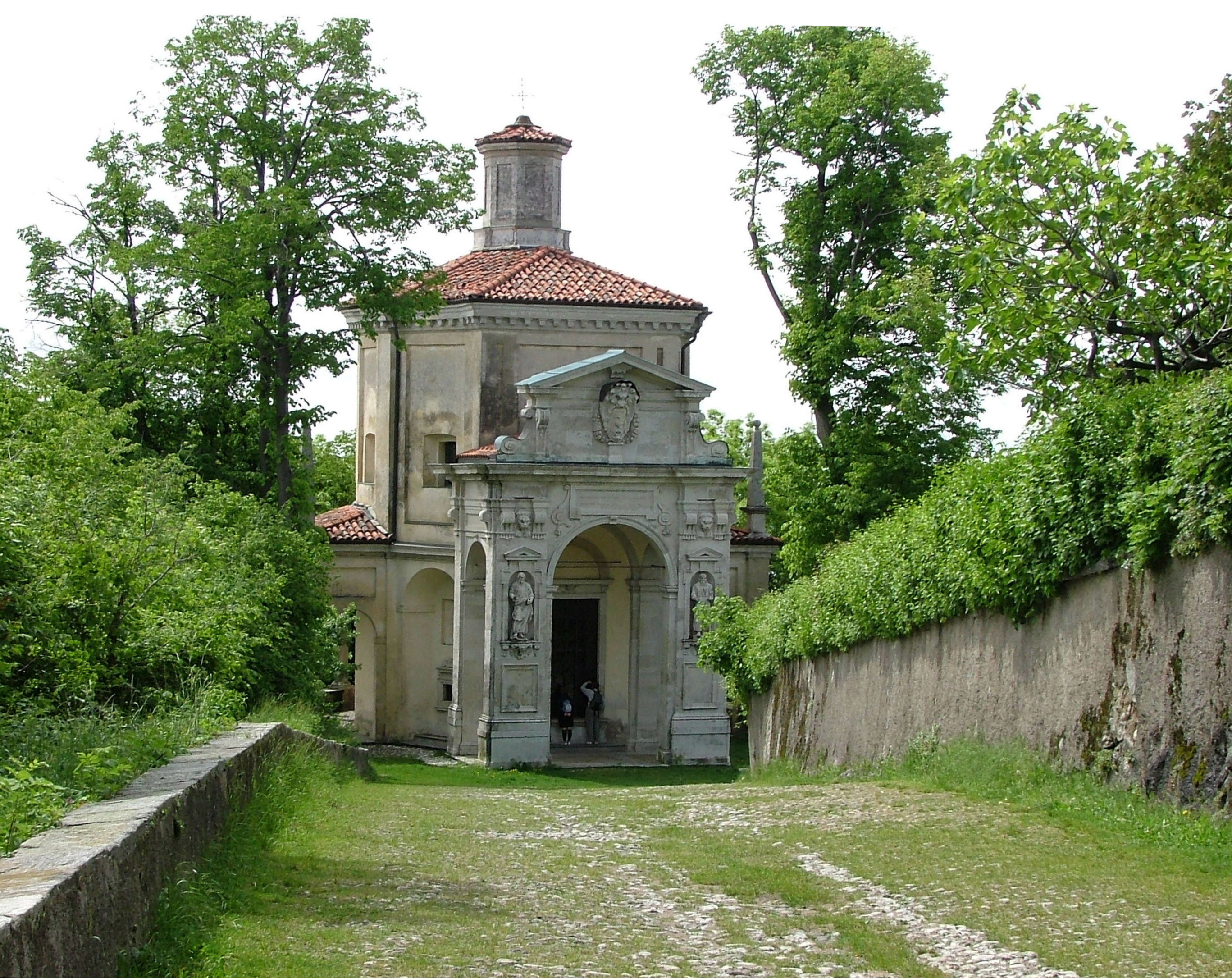
Kapelle und Pilgerstraße